# Плужников Ігор Олександрович
І́гор Олекса́ндрович Плу́жников (нар. 9 вересня 1958, Олександрія — пом. 22 червня 2005, Ганновер) — український підприємець та політик. З квітня 2002 по березень 2005 року — народний депутат України 4-го скликання, обраний за списками Соціал-демократичної партії України (об'єднаної).

## Біографія
Народився 9 вересня 1958 року в місті Олександрії Кіровоградської області. В 1993 році закінчив Донецький державний університет, за фахом економіст. Кандидат економічних наук.
Трудову біографію розпочав у 1975 році на посаді лаборанта військової кафедри Чернівецького державного університету. У 1979—1980 роках — вантажник Чернівецького ВО «Електронмаш», робітник 2-го розряду столярного цеху Чернівецького ВО молочної промисловості, у 1980—1982 роках — столяр-тесля 4-го розряду Чернівецького меблевого комбінату, у 1982—1983 роках — муляр Чернівецького ВО газового господарства «Чернівцігаз», у 1983—1987 рр. — художник-виконувач Чернівецького виробничо-рекламного комбінату.
У бізнесі — з середини 1980-х років, коли радянська влада дозволила кооперативну діяльність. У 1987—1988 роках — голова художньо-виробничого кооперативу «АРС» (Чернівці), у 1988—1993 роках — генеральний директор міжгалузевого виробничо-кооперативного об'єднання «Буковина», в 1993—1994 роках — керівник представництва корпорації «Балчуг» в Україні. З 1994 року — голова Фонду ділового співробітництва «Україна», з 1996 року — президент Асоціації економічного співробітництва та розвитку «Діловий світ». Входив до Ради Національного банку України, був головою, потім — першим заступником голови Наглядової ради «Ощадбанку» .
За ініціативою Плужникова у 1996 році була створена «Українська незалежна ТВ-корпорація», більш відома як телеканал «Інтер».
1998 року бізнес-структури Плужникова викупили контрольний пакет «Інтера».
З 1993 року — член Партії прав людини, з 1994 року — в лавах СДПУ(О). Того ж року обраний членом Правління (згодом — Політбюро) партії, в 1995 році — заступником голови СДПУ(О).
За повідомленнями преси, бізнес-структури Плужникова забезпечували близько половини фінансових потреб партії.
1998 року обраний народним депутатом за партійним списком, увійшов до парламентського Комітету з питань бюджету.
2002 року переобраний до Верховної Ради, працював у Комітеті у справах, пенсіонерів, ветеранів та інвалідів.

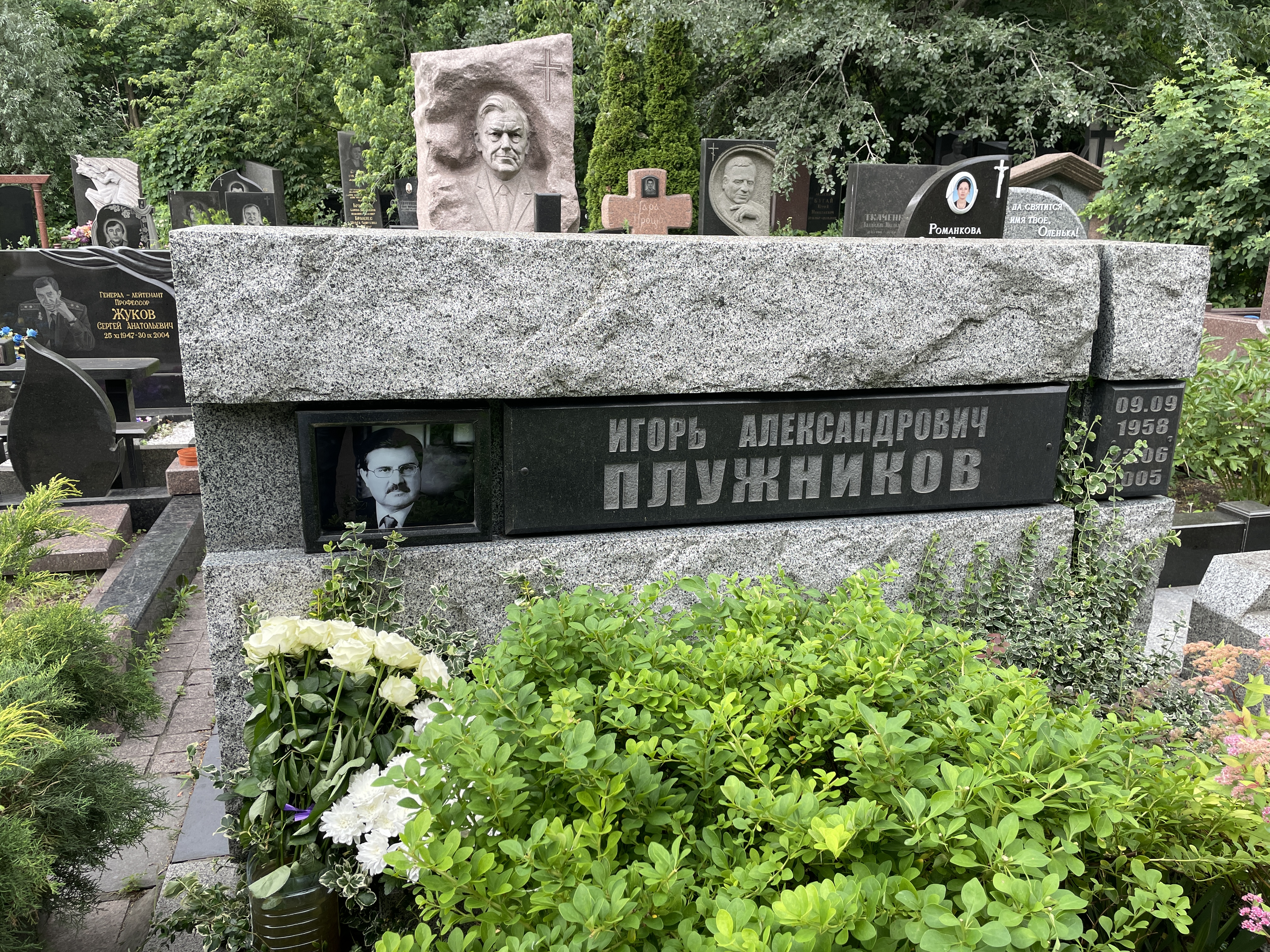
Могила Ігоря Плужникова

Помер на 47-му році життя 22 червня 2005 року в клініці Ганновера, за офіційною причиною — внаслідок гострого інфекційного гепатиту. Після смерті політика його картка двічі «проголосувала» у залі Верховної Ради (у 14:10 та 14:11). Похований у Києві, на Байковому кладовищі (ділянка № 49б, 50°25′3.03″ пн. ш. 30°30′3.40″ сх. д. / 50.4175083° пн. ш. 30.5009444° сх. д.).
Згідно із запитом депутата Володимира Сівковича до СБУ, після смерті Плужникова контроль над його долею у телеканалі «Інтер» перейшов до російської структури «Євразхолдинг» (віце-президентом якої був Валерій Хорошковський).

## Звання, нагороди
Заслужений економіст України. Нагороджений орденами «За заслуги» 2-го і 3-го ступеня, багатьма відзнаками України, міжнародних організацій та Української Православної церкви.